# SafenSoft SysWatch
SafenSoft SysWatch (ранее известный как Safe’n’Sec) — продукт для проактивной защиты от вредоносного программного обеспечения, разработанный российской компанией SafenSoft.

## Редакции продукта
SafenSoft SysWatch выпускается в различных редакциях — как для персональных, так и для корпоративных пользователей.
Для домашних пользователей выпускаются следующие продукты:
- SafenSoft SysWatch Personal

Базовый продукт для обеспечения проактивной защиты компьютера от вредоносного программного обеспечения, в том числе и 0-day угроз, посредством поведенческого анализа на базе HIPS, анализируя и контролируя деятельность программ и приложений.
- SafenSoft SysWatch DeLuxe

Данный продукт является расширенной версией SafenSoft SysWatch Personal, обладающей, помимо проактивного компонента, функционалом классического антивирусного сканера для обнаружения и лечения вредоносных программ